# Mighty Sparrow

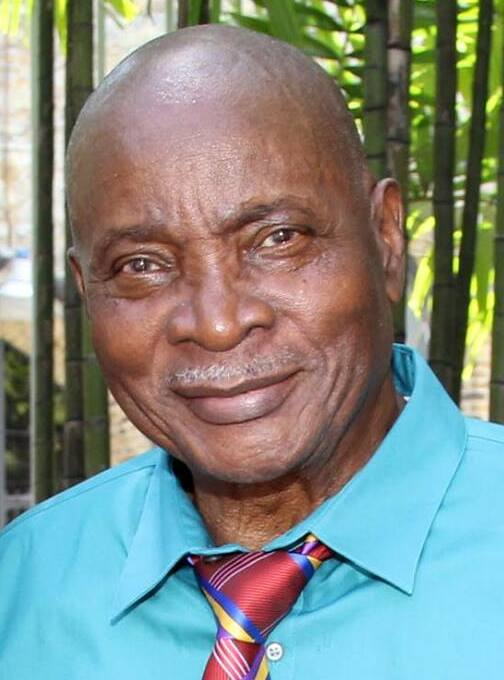
Mighty Sparrow, 2015

Mighty Sparrow oder Birdie (* 9. Juli 1935 als Slinger Francisco in Grand Roy) ist ein grenadischer Calypsonian, Komponist und Gitarrist. Bekannt als „Calypso King of the World“, ist er einer der populärsten und erfolgreichsten Calypso-Künstler. Er hat neunmal den trinidadischen Musikwettbewerb Carnival Road March gewonnen und wurde achtmal zum „Calypso Monarch“ gekürt, öfter als jeder andere.

## Frühe Jahre
Sparrow wurde in Grenada geboren, kam aber im Alter von einem Jahr nach Trinidad. Sein erster Kontakt mit der Musik fand im Chor seiner Schule statt. Mit 14 Jahren erwachte sein Interesse für Calypso, und er trat einer Steelband bei.

## Karriere
Calypso ist in Trinidad ein saisonales Geschäft; zur Karnevalszeit treten Calypsonians in sogenannten „Zelten“ auf, meist temporären Etablissements, die in den 1950er-Jahren tatsächlich oft noch große Zelte waren, die auf Freiflächen wie der Queen’s Park Savannah errichtet wurden. Die Calypsonians schreiben ihre Titel entsprechend auf die Karnevalszeit hin. In Form von Wettbewerben werden jedes Jahr die beliebtesten Titel ermittelt.
1954, im Alter von 18 Jahren, trat Francisco erstmals in einem Calypsozelt auf. Schon früh bekam er von Kollegen den Spitznamen „Sparrow“ (Spatz, Sperling) verpasst, da er sich im Gegensatz zu seinen Kollegen bei der Darbietung seiner Titel hektisch auf der Bühne bewegte. Daraus entwickelte sich sein Bühnenname „Mighty Sparrow“.
Im Jahre 1956 gewann Sparrow in Trinidad die Wettbewerbe Carnival Road March und Calypso Monarch mit seinem berühmtesten Lied Jean and Dinah. Das Preisgeld für den Calypso Monarch betrug 40 $. Als Protest gegen diese kleine Summe schrieb er das Lied Carnival Boycott und versuchte, andere Sänger dazu zu überreden, den Wettbewerb zu boykottieren. Ungefähr die Hälfte der Künstler folgte ihm. Sparrow beansprucht für sich, die Bedingungen für Calypso- und Steelbandkünstler verbessert zu haben. Er verweigerte in den folgenden drei Jahren die Teilnahme an dem Wettbewerb. Im Jahr 1958 gewann er erneut den Carnival Road March mit Pay As You Earn.

## Stil
Sparrows Texte sind, wie für Calypsos üblich, oft politisch. Nach der Gründung des People’s National Movement 1955 nahm er eine Pro-Unabhängigkeits-Position ein und trat insbesondere für den PNM-Vorsitzenden Eric Williams ein. In seinen Liedern nahm er die in den 1960er-Jahren aufkommende Black-Power-Bewegung vorweg und propagierte ein selbstbewusstes, zuweilen aggressives Auftreten der schwarzen Bevölkerungsschicht Trinidads.

“Well the way how things shaping up
All this nigger business go stop
I tell you soon in the West Indies
It's please, Mister Nigger, please”

## Diskographie (Auszug)
- 1958: Calypso Carnival 1958 (Balisier)
- 1959: Sparrow In Hi-Fi (Balisier)
- 1959: Sparrow (RCA Records)
- 1959: This Is Sparrow (Balisier)
- 1960: Mighty Sparrow (RCA Records)
- 1960: Sparrow's Greatest Hits (RCA Records)
- 1960: More Sparrow's Greatest Hits! (RCA Records)
- 1961: Sparrow the Conqueror (RCA Records)
- 1961: Sparrow: Calypso King (RCA Records)
- 1962: Sparrow Come Back (RCA Records)

## Auszeichnungen
| Jahr | Lied                  |
| ---- | --------------------- |
| 1956 | Jean and Dinah        |
| 1958 | Pay As You Earn       |
| 1960 | Mae Mae               |
| 1961 | Royal Jail            |
| 1966 | Melda (Obeah Wedding) |
| 1969 | Sa Sa Yea             |
| 1972 | Drunk and Disorderly  |
| 1984 | Doh Back Back         |

| Jahr | Lied #1                     | Lied #2               |
| ---- | --------------------------- | --------------------- |
| 1956 | Jean and Dinah              | keins                 |
| 1960 | Ten to One is Murder        | Mae Mae               |
| 1962 | Sparrow Come Back Home      | Federation            |
| 1963 | Dan is the Man (In the Van) | Kennedy               |
| 1972 | Drunk and Disorderly        | Rope                  |
| 1973 | School Days                 | Same Time, Same Place |
| 1974 | We Pass That Stage          | Miss Mary             |
| 1992 | Both of Them                | Survival              |